# Ramón de Errazu
Ramón de Errazu y Rubio de Tejada (San Luis Potosí, México,  28 de julio de 1840-París, 17 de octubre de 1904) fue un coleccionista de arte de origen mexicano. 
Legó en su testamento veinticinco obras de su colección de pintura del XIX al Museo del Prado. Entre las obras que legó se encuentran obras maestras de Mariano Fortuny, Raimundo Madrazo y Paul Baudry (La perla y la ola (fábula persa)). Así mismo donó al Museo de Arte Moderno de Madrid un retrato de Meissonier, que posteriormente ingresaría en el Prado  Fue hermano del también coleccionista Luis de Errazu.